# Macrocera hirtipennis
Macrocera hirtipennis är en tvåvingeart som beskrevs av Van Duzee 1928. Macrocera hirtipennis ingår i släktet Macrocera och familjen platthornsmyggor.
Artens utbredningsområde är Kalifornien. Inga underarter finns listade i Catalogue of Life.